# Gomoku

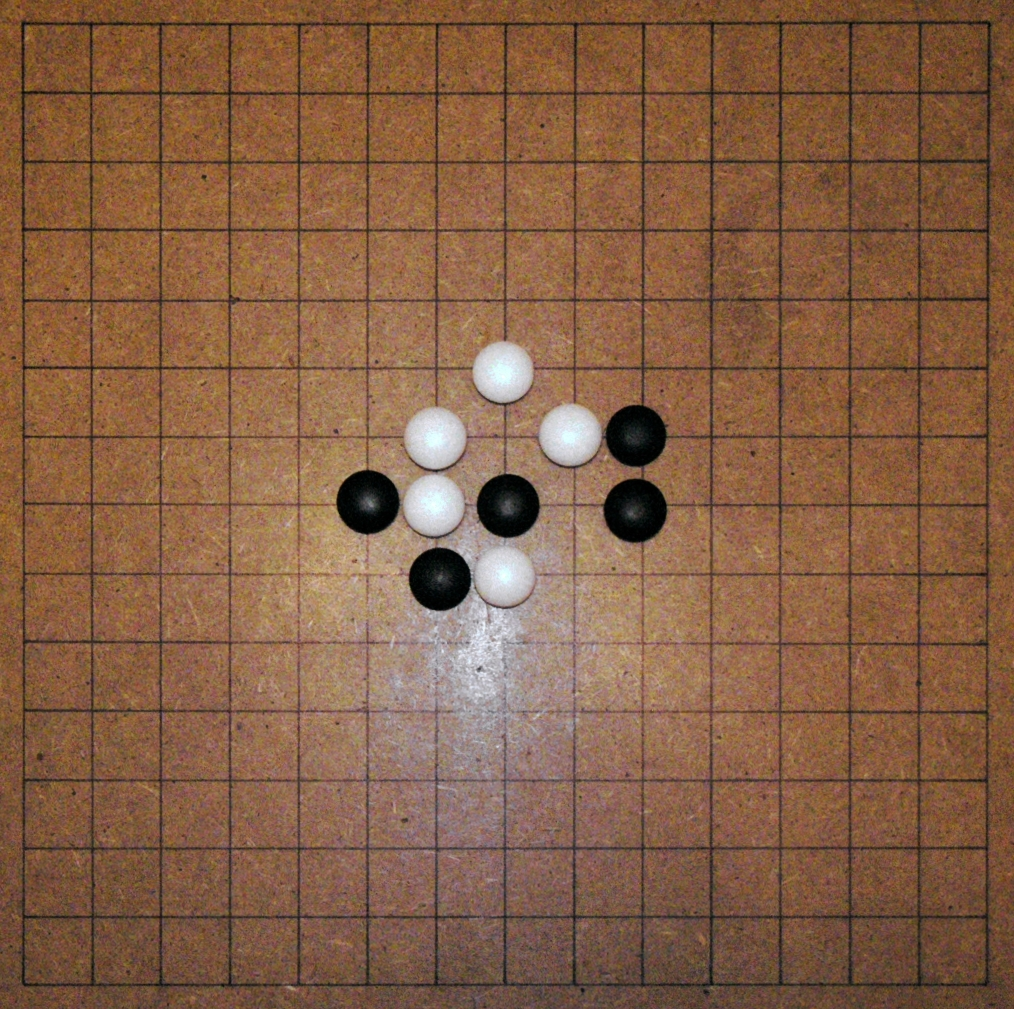
Una partita di Gomoku

Il Gomoku (五目並べ) è un gioco tradizionale giapponese, solo lontanamente imparentato con il gioco cinese del Go (di cui utilizza tavoliere e pedine); le sue regole, infatti, sono differenti e molto più semplici e viene giocato, secondo Bell (vd. Board and Table Games from Many Civilizations), "principalmente da bambini, donne, e turisti occidentali".
Non esistono indicazioni molto precise sulle origini di questo gioco, ma è probabile che il Gomoku si sia sviluppato nello stesso periodo in cui il Go è stato introdotto in Giappone (dopo il 700 d.C.). Tracce di giochi con regole molto simili sono state rinvenute in Cina almeno 2000 anni prima di Cristo. C'è traccia delle stesse regole di gioco anche nell'antica Grecia e nell'America precolombiana. Secondo alcune fonti il gioco sarebbe stato portato in Giappone all'incirca nel 270 a.C.; il gioco, denominato "Kakugo" (che significa più o meno "cinque passi" in giapponese), viene descritto in un'opera del 100 d.C. Sembra che nel XVIII secolo ogni giapponese ne conoscesse le regole. Il primo volume su questo gioco, ancora chiamato Kakugo, appare nel 1858.
È un classico gioco di allineamento, come il filetto o il moderno Forza 4, e ha anche una variante più complessa, detta Renju; per tale motivo viene spesso citato con questo nome. Il Renju viene introdotto in Europa attorno al 1885 e diviene noto in Inghilterra con il nome di Spoil Five; in questa variante le pedine vengono giocate nelle caselle anziché nelle intersezioni.
Vi sono diversi altri giochi, in qualche modo ispirati o correlati al Gomoku: fra questi citiamo il Ninuki-Renju e il Pente.